# 中华人民共和国外交部国际经济司
中华人民共和国外交部国际经济司（英語：Department of International Economic Affairs of the Ministry of Foreign Affairs of the People's Republic of China），是中华人民共和国外交部直接领导的工作机关。

## 机构沿革
国际经济司成立于2012年10月。

## 工作职能
国际经济司负责的工作主要包括：
- 中国领导人出席二十国集团、金砖国家、亚太经合组织、大湄公河次区域经济合作等重大峰会的筹备及后续行动；
- 会同国内有关部门，从政治和外交上协调、研究和参与联合国及有关国际、区域合作框架内的经济与发展合作及相关业务；
- 研究全球经济治理、国际经济金融形势及制度、规则建设、区域经济合作有关问题。

## 工作涉及的组织
这些国际组织包括：“一带一路”国际合作高峰论坛、二十国集团、亚太经合组织、金砖国家、世界经济论坛、联合国开发计划署、联合国环境规划署、联合国人口基金、联合国儿童基金会、世界粮食计划署、联合国人居署、联合国可持续发展高级别政治论坛、联合国粮食及农业组织、世界银行集团、国际清算银行、国际货币基金组织、国际农业发展基金、联合国工业发展组织、世界贸易组织、七十七国集团、世界能源理事会、南方中心、世界动物卫生组织、大湄公河次区域经济合作、世界气象组织、地球观测组织、湄公河委员会、联合国亚洲及太平洋经济社会委员会、亚洲基础设施投资银行、新开发银行、亚洲开发银行

## 历任司长
- 张军（2012－2018）
- 王小龙（2018－2021）
- 李克新（2021－2024.9）
- 白天（2024.9－）